# Czernica (Święty Krzyż)
Czernica is een dorp in de Poolse woiwodschap Święty Krzyż. De plaats maakt deel uit van de gemeente Staszów en telt 100 inwoners.